# Paula Broadwell
Paula Broadwell   (Bismarck, 9 de novembre de 1972) és una escriptora, periodista i exoficial militar estatunidenca. Va servir a l'exèrcit durant 20 anys, amb experiència i intel·ligència acadèmica a gairebé 70 països al voltant del món.
El 2012 va escriure al costat de Vernon Loeb All In: The Education of General David Petraeus, una biografia del llavors comandant de la missió Força Internacional d'Assistència per a la Seguretat, David Petraeus. És cofundadora i codirectora de la fundació Think Broader, una firma de consultoria que tracta el biaix de gènere en els mitjans de comunicació i en la societat en general.
També ha escrit per a publicacions com The New York Times, CNN Security Blog i el Boston Globe. El juny de 2009 i juny de 2011 Broadwell va assistir a reunions sobre política relacionades amb la situació a Afganistan i Pakistan a l'edifici executiu Eisenhower, el qual fa part del complex de la Casa Blanca.
El 2012, Broadwell va generar una forta controvèrsia en ser descoberta la seva relació extramarital amb el llavors director de la CIA, David Petraeus.